# منير عمار
منير عمار (بالعبرية: מוניר עמאר‏) هو ضابط إسرائيلي، ولد في 1968 في جولس في إسرائيل، وتوفي في 25 مارس 2016 في إسرائيل.